# Carlos Babington
Carlos Babington (Buenos Aires, 20 september 1949) is een voormalig Argentijnse voetballer.
Babington begon zijn carrière bij Huracán toen deze club zijn glorieperiode beleefde en werd in 1973 landskampioen met de club. In 1974 maakte hij de overstap naar de West-Duitse club Wattenscheid 09. In 1979 keerde hij terug naar Argentinië en speelde nog drie seizoenen voor Huracán. In 1983 beëindigde hij zijn carrière. Van 1988 tot 1991 trainde hij Huracán nog en vanaf 2005 is hij voorzitter van de club.